# Artabanos (Sohn des Artasyras)
Artabanos (alternativ Artapanos geschrieben; † 464 v. Chr.), Sohn des Artasyras, war ein aus Hyrkanien stammender Königsmörder im Achämenidenreich des 5. vorchristlichen Jahrhunderts. Er ist nicht mit den zeitgleich lebenden Regenten Artabanos und dem baktrischen Satrapen Artapanos zu verwechseln.
Artabanos hatte bereits am Hof des Dareios I. eine hohe Position bekleidet und war nach der Thronbesteigung des Xerxes I. dessen einflussreichster Ratgeber. Ob er mit jenem Artapanos identisch war, der 480 v. Chr. 10.000 Krieger in der Schlacht bei den Thermopylen anführte, ist wenig wahrscheinlich. Am Hof von Xerxes I. hatte er großen Einfluss und war Befehlshaber der „Apfelträgergarde“. 465 v. Chr. organisierte er eine Verschwörung gegen den König, den er im Schlaf ermordete. Noch in derselben Nacht bezichtigte er den Thronfolger Dareios der Tat, der umgehend von Artaxerxes I. getötet wurde, welcher somit den Thron besteigen konnte. Aristoteles berichtete hingegen, dass Artabanos zuerst Dareios und dann erst Xerxes tötete, da er fürchtete, dass Xerxes ihn für den Tod von dessen Sohn bestrafen würde.
Dem aus Athen geflohenen Themistokles gewährte Artabanos Aufnahme am persischen Hof. Tatsächlich aber hatte Artabanos selbst nach dem Thron gestrebt und versuchte nun den mächtigen Adligen Megabyzos als Komplizen für einen Aufstand gegen Artaxerxes I. zu gewinnen. Von Megabyzos aber wurde er an den König verraten, von dem er bei dem Attentatsversuch eigenhändig mit dem Schwert getötet wurde.
Diese Episode, angereichert um die üblichen Liebesintrigen, diente Metastasio als Grundlage für sein Opern-Libretto Artaserse, das 1730 zum ersten Mal mit der Musik von Leonardo Vinci aufgeführt wurde. Mit mehr als 40 Vertonungen war es bis zum Beginn des 19. Jahrhunderts eines der berühmtesten und erfolgreichsten Libretti der Operngeschichte und machte die Machenschaften des Artabanos zum Allgemeingut aller gebildeten Schichten.